# Monthly Shonen Jump
Monthly Shonen Jump (яп. 月刊少年ジャンプ гэккан сёнэн дзямпу, «Ежемесячный Shonen Jump»), тж. Gekkan Shonen Jump — не существующий ныне ежемесячный японский журнал сёнэн-манги, выпускавшийся издательством Shueisha с 1970 по 2007 год как часть линейки журналов Jump (яп. ジャンプ дзямпу).

## История
Gekkan Shonen Jump стартовал как побочный проект еженедельного Shonen Jump и назывался Bessatsu Shonen Jump (яп. 別冊少年ジャンプ). Со второго номера название сменилось на Gekkan Shonen Jump, а журнал превратился в самостоятельное издание манги. С 1983 по 1988 выходило приложение HOBBY’s JUMP, посвящённое компьютерным и видеоиграм. В приложении печатались статьи об играх для старых приставок — Famicom, MSX, Sega SG-1000 Mark III. В 2005 году вышел единственный номер приложения Go!Go! Jump, созданного совместно с Gekkan Shonen Jump и еженедельным Shonen Jump.
22 февраля 2007 года было объявлено о прекращении работы над журналом из-за падения продаж. Согласно анонсу издательства Shueisha, продажи упали в три раза по сравнению с пиковыми. Последним номером стал июльский (опубликован 6 июня 2007 года). Впоследствии вместо Gekkan Shonen Jump был создан новый журнал Jump SQ., выходящий с ноября того же года. В последние годы там публиковалась такая манга, как Rosario + Vampire, Tegamibachi, Gag Manga Biyori, Mahou Tsukai Kurohime.

## Приложения

### HOBBY’s JUMP
HOBBY’s JUMP (Hobby's Jump) (яп. ホビーズジャンプ хобиа:су дзямпу) — журнал о видеоиграх, публиковавшийся как приложение к Gekkan Shonen Jump с 1983 по 1988 гг. Он стал прототипом V Jump, созданного позднее. В HOBBY’s JUMP печаталась манга и обзоры компьютерных игр для старых платформ (таких, например, игр, как Alex Kidd in Miracle World, Metal Gear, Final Fantasy, Dragon Quest, Super Mario Bros., Donkey Kong), а в последние годы — статьи о мужской моде.